# Coilometopia trichosa
Coilometopia trichosa är en tvåvingeart som beskrevs av Willi Hennig 1937. Coilometopia trichosa ingår i släktet Coilometopia och familjen Richardiidae. Inga underarter finns listade i Catalogue of Life.